# Vladislav Riabtsev
Vladislav Riabtsev, né le 13 décembre 1987, est un rameur russe.

## Palmarès

### Championnats d'Europe
- 2015 à Poznań, (Pologne)
  -  Médaille d'or en Quatre de couple